# 荒井颯太
荒井 颯太（あらい そうた、1999年9月27日 - ）は、新潟県上越市出身の元プロ野球選手（外野手）。右投右打。プロでは育成選手であった。

## 経歴

### プロ入り前
関根学園高では1年生の春からレギュラー。夏の選手権大会は1年次の県8強が最高で甲子園出場はなかった。
3年春の北信越大会1回戦において、大会屈指の好投手であった対戦相手の啓新高の牧丈一郎を見るために集まったスカウトの前で2安打を放ち目に留まり、読売ジャイアンツのスカウトから入団テストの受験を勧められた。
2017年9月に実施された読売ジャイアンツの入団テストを受験し合格。10月26日に行われたプロ野球ドラフト会議において、読売ジャイアンツから育成選手ドラフト8位で指名を受けた。なお、この年のドラフトで指名された全114名の中で最後に指名された選手である。また、関根学園高校から初めてプロ入りした選手でもある。11月16日に支度金200万円、年俸230万円で仮契約を結んだ。背番号は022。

### 巨人時代
2018年は三軍戦4試合に出場し、打率.083、0本塁打、0打点という成績だった。
2019年は二軍戦（イースタン・リーグ）1試合に出場し、打率.000。三軍戦は51試合に出場し、打率.142、0本塁打、5打点という成績だった。
2020年は二軍戦8試合に出場し、打率.333、0本塁打、0打点。三軍戦は33試合に出場し、打率.314、0本塁打、8打点という成績を残し成長の跡を見せたが、支配下登録選手へ移行することなく、11月2日に戦力外通告が公示された。

### 現役引退後
2021年、ソフトバンクグループのSBヒューマンキャピタルに就職。アスリートのセカンドキャリア支援に携わっている。

## 選手としての特徴
恵まれた体格を活かしたパワフルな打撃が特徴の右の長距離砲。

## 詳細情報

### 年度別打撃成績
- 一軍公式戦出場なし

### 背番号
- 022（2018年 - 2020年）